# Tasman
Tasman és una de les setze regions de Nova Zelanda, localitzada al nord-oest de l'illa del Sud. Amb una població de 48.400 habitants, és la dotzena regió més poblada del país. La capital és Richmond, un suburbi de Nelson.
La regió fa frontera al nord-est amb Nelson, a l'est amb Marlborough, al sud amb Canterbury i al sud-oest amb West Coast.

## Etimologia
Tasman, el mar de Tasmània, Tasmània (Austràlia), i la badia de Tasman (en aquesta regió) van ser anomenats tots en honor de l'explorador Abel Tasman.

## Geografia

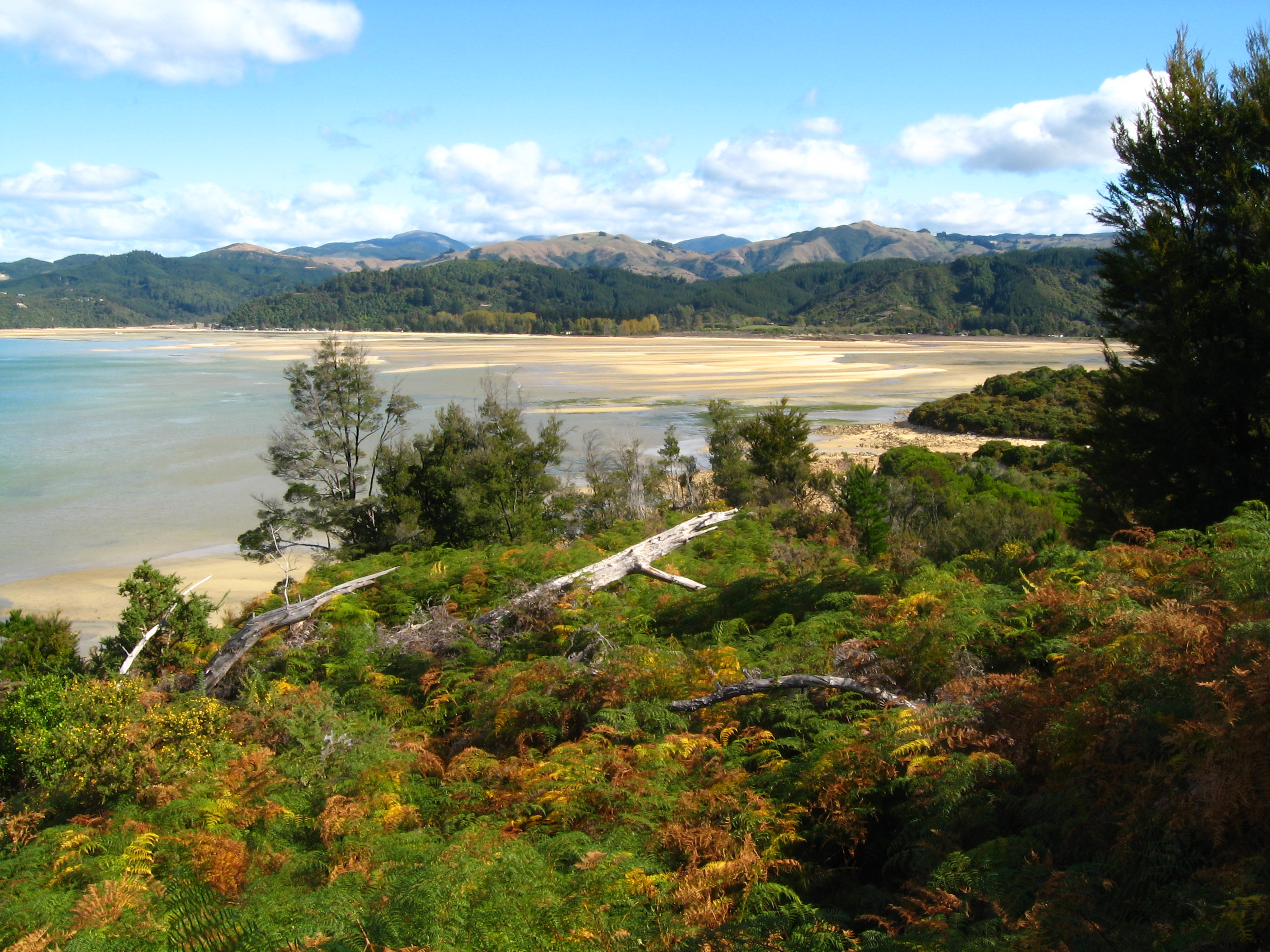
Vista d'una platja al parc nacional Abel Tasman

Tasman cobreix uns 9.771 quilòmetres quadrats i a l'oest es troben les muntanyes Matiri, les muntanyes Tasman i el mar de Tasmània. Al nord es troben les badies de Tasman i la badia Daurada. A l'est es troben les muntanyes Spencer, les muntanyes Saint Arnaud i les muntanyes Richmond. Les muntanyes Victòria al sud inclouen el punt més alt de la regió, el mont Franklin, amb un cim de 2.340 metres.
El paisatge és divers, des d'àrees muntanyoses a valls i planes, i per Tasman travessen rius com ara el riu Buller, el riu Motueka, el riu Aorere, el riu Takaka i el riu Wairoa. L'àrea envoltant el mont Owen i el mont Arthur és rica en calcària i, a més, té una gran quantitat de coves. Hi ha gran quantitat de vida als boscos de la regió. Les platges de Tasman són de les més solejades de Nova Zelanda. Tot això fa de Tasman una important regió turística.
A Tasman es localitzen parcialment o completament tres parcs nacionals, el parc nacional Abel Tasman (el més petit de Nova Zelanda amb 225,41 km²), el parc nacional dels Llacs de Nelson (1.017,53 km²) i el parc nacional Kahurangi (4.520 km²).

## Història
Segons una llegenda maori, la canoa Uruao va portar l'iwi Waitaha a Tasman al segle xii. Evidència arqueològica ho ha confirmat suggerint que els primers colonitzadors maoris van explorar la regió exhaustivament, creant assentaments per la costa on trobaven gran quantitat d'aliments.
Diverses iwis maoris han viscut a Tasman, suggerint que hi ha hagut diverses guerres entre aquestes. Vora del 1828 els Ngāti Toa sota el lideratge de Te Rauparaha i les iwis aliades de Ngāti Rarua i Ngāti Tama van començar la seva invasió de l'illa del Sud, incloent-hi Tasman. Van conquerir gran part de l'àrea de Tasman que inclou Farewell Spit fins al riu Wairau a Marlborough.
Els primers vaixells amb colonitzadors europeus d'Anglaterra van arribar a Nelson el 1842 i les primeres viles i comunitats europees van ser establertes sota el lideratge del capità Arthur Wakefield.
En la dècada de 1850 l'agricultura començà i diverses viles van ser fundades a les planes Waimea i a Motueka. El 1856 es va descobrir or prop de Collingwood i això causà la primera febre de l'or neozelandesa. Significant quantitat de reserves de mineral de ferro es van localitzar a Onekaka, fent que diverses mines fossin establertes allí a les dècades de 1920 i 1930.
La fructicultura començà a finals del segle xix. Des d'aleshores aquesta indústria ha contribuït a l'economia local i la importància de la fructicultura encara es veu avui en dia.

## Economia
El producte interior brut de Tasman va ser estimat de ser d'uns 2,343 mil milions de dòlars estatunidencs el 2003, un 2% del producte interior brut nacional de Nova Zelanda.

## Districtes
Tasman no té cap districte, ja que és una autoritat unitària.

## Demografia
| Evolució demogràfica de Tasman | Evolució demogràfica de Tasman | Evolució demogràfica de Tasman |
| Any                            | Població                       | Creixement                     |
| ------------------------------ | ------------------------------ | ------------------------------ |
| 1991                           | 34.026                         |                                |
| 1996                           | 37.974                         | +11,6%                         |
| 2001                           | 41.352                         | +8,9%                          |
| 2006                           | 44.625                         | +7,9%                          |

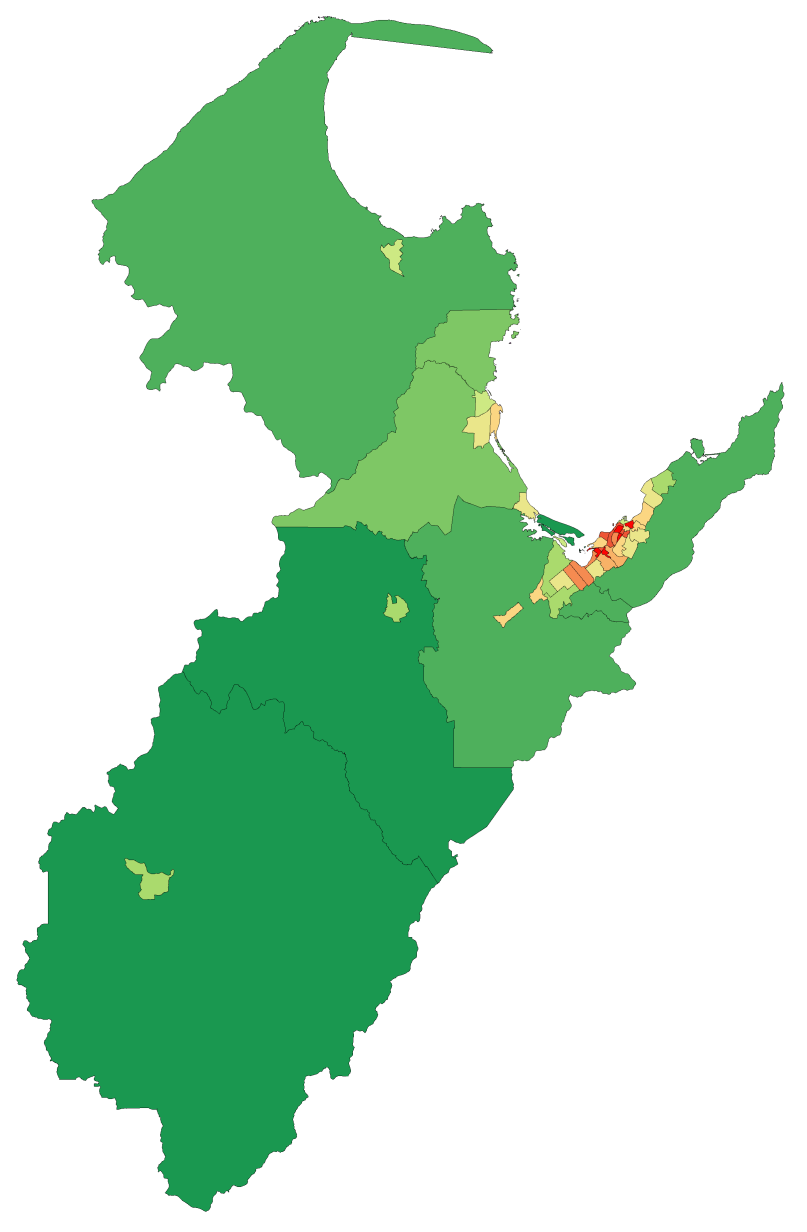
Densitat de població a Nelson i Tasman segons el cens de 2006

Segons el cens de 2006 Tasman tenia 44.625 habitants, un creixement de 3.273 habitants (7,9%) des del cens de 2001. Hi havia 17.475 llars habitades, 2.538 llars no habitades i 156 llars en construcció.
De la població de Tasman, 22.155 (49,6%) eren homes i 22.470 (50,4%) eren dones. La regió tenia una edat mediana de 40,3 anys, 4,4 anys més que la mediana nacional de 35,9 anys. Les persones majors de 64 anys formaven el 13,6% de la població, comparat amb el 12,3% nacionalment; les persones menors de 15 anys formaven el 21,5% de la població, comparat amb el 21,5% nacionalment.
L'etnologia de Tasman era (amb figures nacionals en parèntesis): 82,7% europeus (67,6%); 7,1% maoris (14,6%); 1,4% asiàtics (9,2%); 0,8% illencs pacífics (6,9%); 0,3% de l'Orient Pròxim, Llatinoamèrica o Àfrica (0,9%) i 14,6% d'altres ètnies (11,1%).
Tasman tenia un atur de 2,5% per persones majors de 14 anys, menys que la figura nacional de 5,1%. El sou anual mitjà de persones majors de 14 anys era (en dòlars neozelandesos) de 21.600$, comparat amb 24.400$ nacionalment. D'aquestes, un 47,1% tenien un sou anual de menys de 20.001$, comparat amb un 43,2% nacionalment; mentre que un 13,0% tenien un sou anual d'igual o de més de 50.000$, comparat amb un 18,0% nacionalment.

## Política

### Política regional

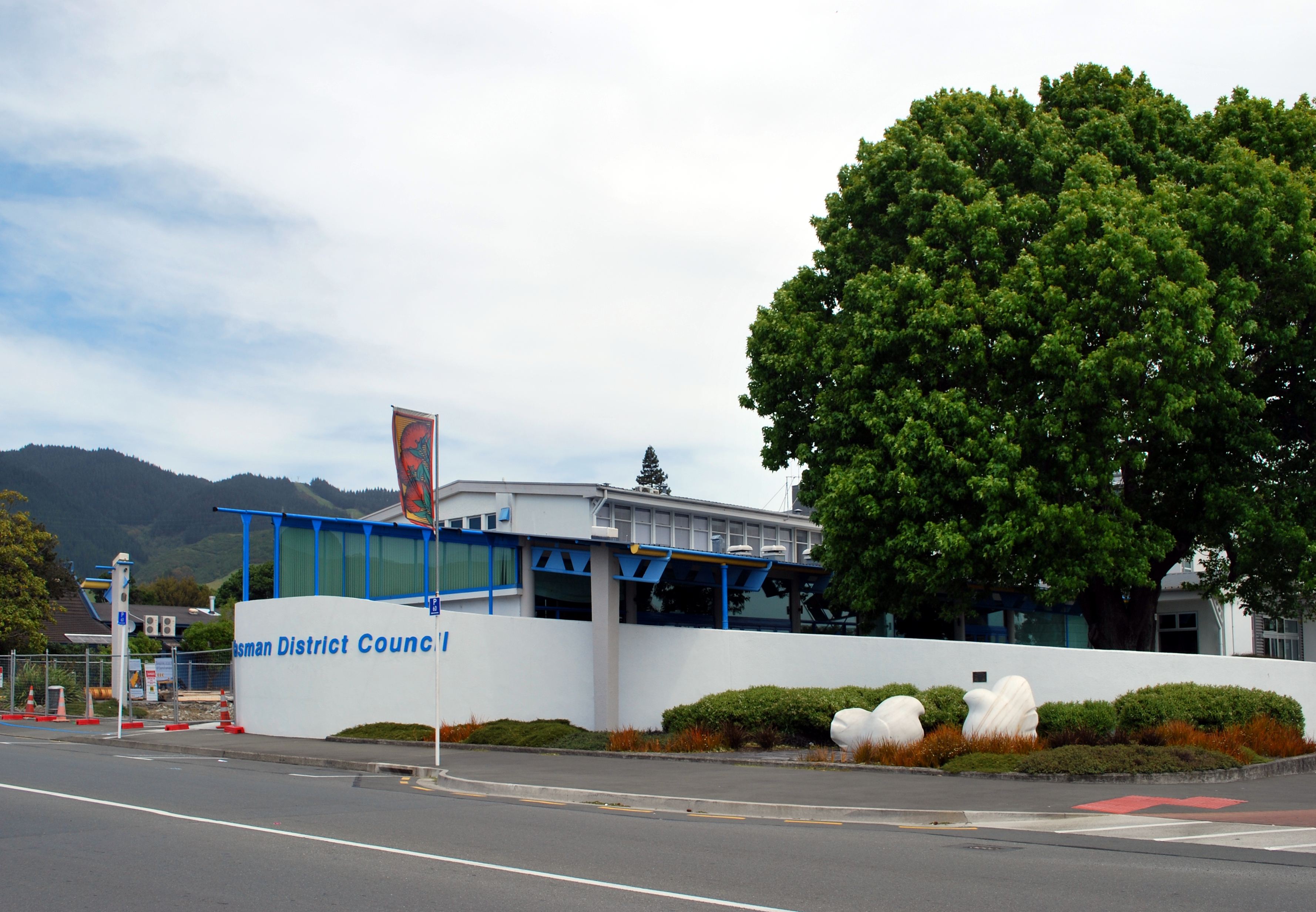
El consell del districte de Tasman, al poble de Richmond

El consell del districte de Tasman (Tasman District Council) és el consell regional de Tasman. Va ser format com a part d'unes reformes regionals i locals neozelandeses de 1992, en què el consell regional de Nelson-Marlborough va ser abolit per l'acta parlamentària Local Government Amendment Act. La seu del consell regional va ser establerta a Richmond. L'actual alcalde és Richard Kempthorne.
El consell del districte de Tasman està compost per 13 consellers de 5 circumscripcions.
| Circumscripció  | Conseller        | Partit      |
| --------------- | ---------------- | ----------- |
| Golden Bay      | Martine Bouillir | Independent |
| Golden Bay      | Paul Sangster    | Independent |
| Lakes-Murchison | Stuart Bryant    | Independent |
| Motueka         | Barry Dowler     | Independent |
| Motueka         | Jack Inglis      | Independent |
| Motueka         | Eileen Wilkins   | Independent |
| Moutere-Waimea  | Brian Ensor      | Independent |
| Moutere-Waimea  | Tim King         | Independent |
| Moutere-Waimea  | Trevor Norriss   | Independent |
| Richmond        | Judene Edgar     | Independent |
| Richmond        | Glenys Glover    | Independent |
| Richmond        | Kit Maling       | Independent |
| Richmond        | Zane Mirfin      | Independent |

### Política nacional
Nacionalment, Tasman es localitza a la circumscripció electoral general de West Coast-Tasman i a la circumscripció electoral maori de Te Tai Tonga de la Cambra de Representants de Nova Zelanda.
West Coast-Tasman es considera una circumscripció electoral de centreesquerra. Des de les eleccions de 1996 ha guanyat sempre el Partit Laborista, a part de les eleccions de 2008 en què guanyà el Partit Nacional. Des de les eleccions de 2011 ha guanyat sempre Damien O'Connor. En les eleccions de 2011 O'Connor guanyà amb el 47,51% del vot de la circumscripció. En segon lloc quedà Chris Auchinvole del Partit Nacional amb el 39,85% del vot.
Te Tai Tonga també es considera una circumscripció electoral de centreesquerra. Des de les eleccions de 1999 ha guanyat sempre el Partit Laborista, a part de les eleccions de 2008 en què guanyà el Partit Maori. Des de les eleccions de 2011 ha guanyat sempre Rino Tirikatene. En les eleccions de 2011 Tirikatene guanyà amb el 40,62% del vot de la circumscripció. En segon lloc quedà Rahui Katene del Partit Maori amb el 31,79% del vot.

## Educació
A causa de la baixa població de Tasman, aquesta regió no té cap universitat o institut de tecnologia. Les universitats més properes són la Universitat Victòria de Wellington a Wellington i a Canterbury la Universitat de Canterbury i la Universitat Lincoln.

## Esport
Tasman té un equip de rugbi a 15 professional: Tasman Rugby Union. Aquest equip està format a més per Marlborough, Nelson i el districte de Kaikoura a Canterbury. Tasman participa en l'ITM Cup, la primera divisió de rugbi a 15 de Nova Zelanda. Tasman, a més, juntament amb Buller, Canterbury, Mid Canterbury, South Canterbury i West Coast, forma part de la franquícia de rugbi Crusaders. Els Crusaders participen en el Super Rugby i l'han guanyat en set ocasions.